# Caulerpa taxifolia
Caulerpa taxifolia é uma espécie de alga verde do gênero Caulerpa, nativa das águas tropicais do Oceanos Pacífico e Índico e Mar do Caribe. O nome da espécie taxifolia surge da semelhança de suas folhas em forma de folha com as do teixo (Taxus). Uma cepa da espécie criada para uso em aquários estabeleceu populações invasoras não nativas nas águas do Mar Mediterrâneo, Estados Unidos e Austrália. É uma das duas espécies de algas listadas em 100 das espécies exóticas invasoras mais daninhas do mundo compiladas pelo Grupo de Especialistas em Espécies Invasoras da União Internacional para a Conservação da Natureza (UICN / IUCN).

## Descrição

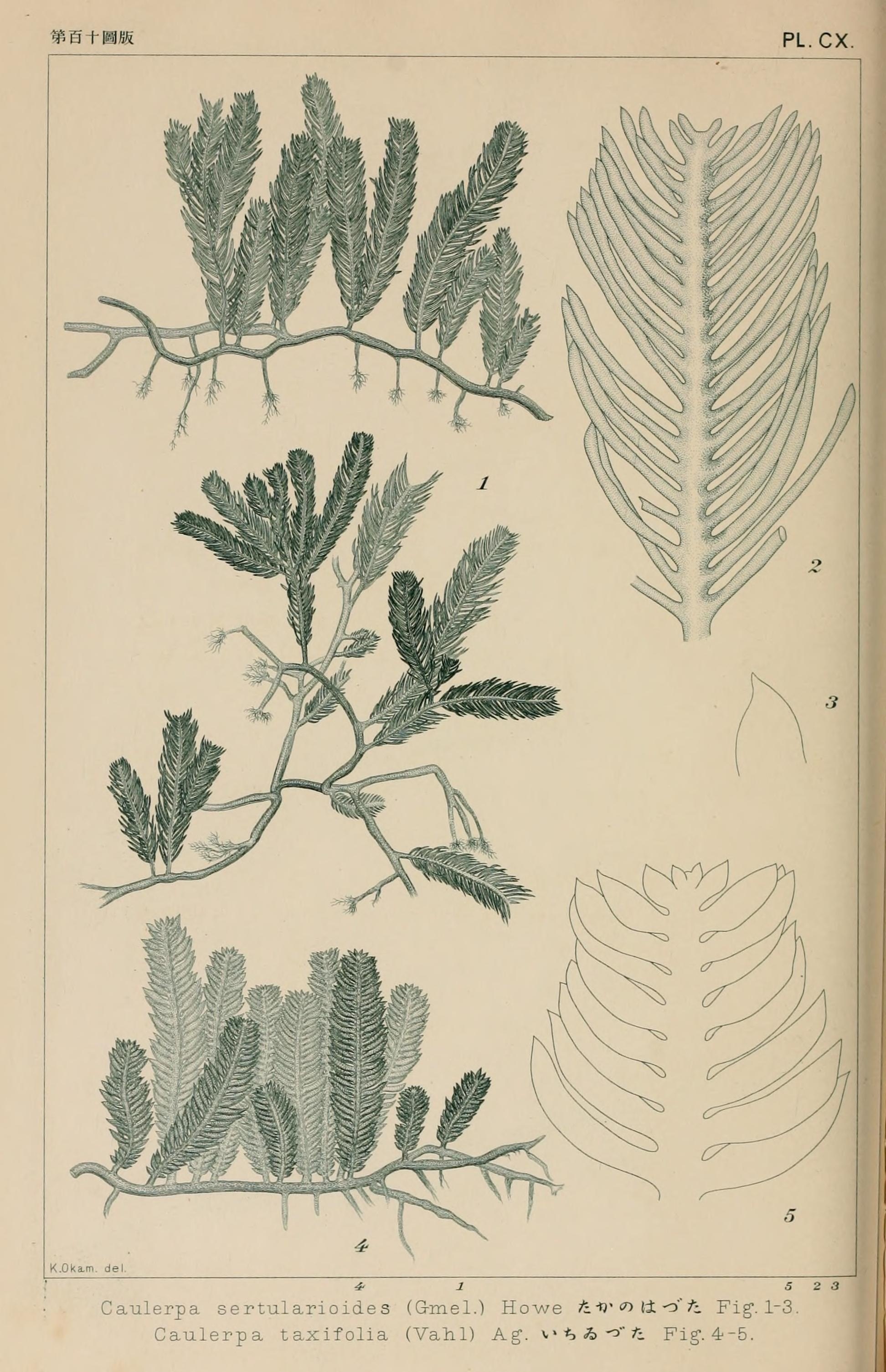
Duas ilustrações (Fig. 1. 4-5) de C. taxifolia exibindo suas estruturas de "folha" e rizoma (Fig. 1. 1-3 são ilustrações de C. sertularioides)

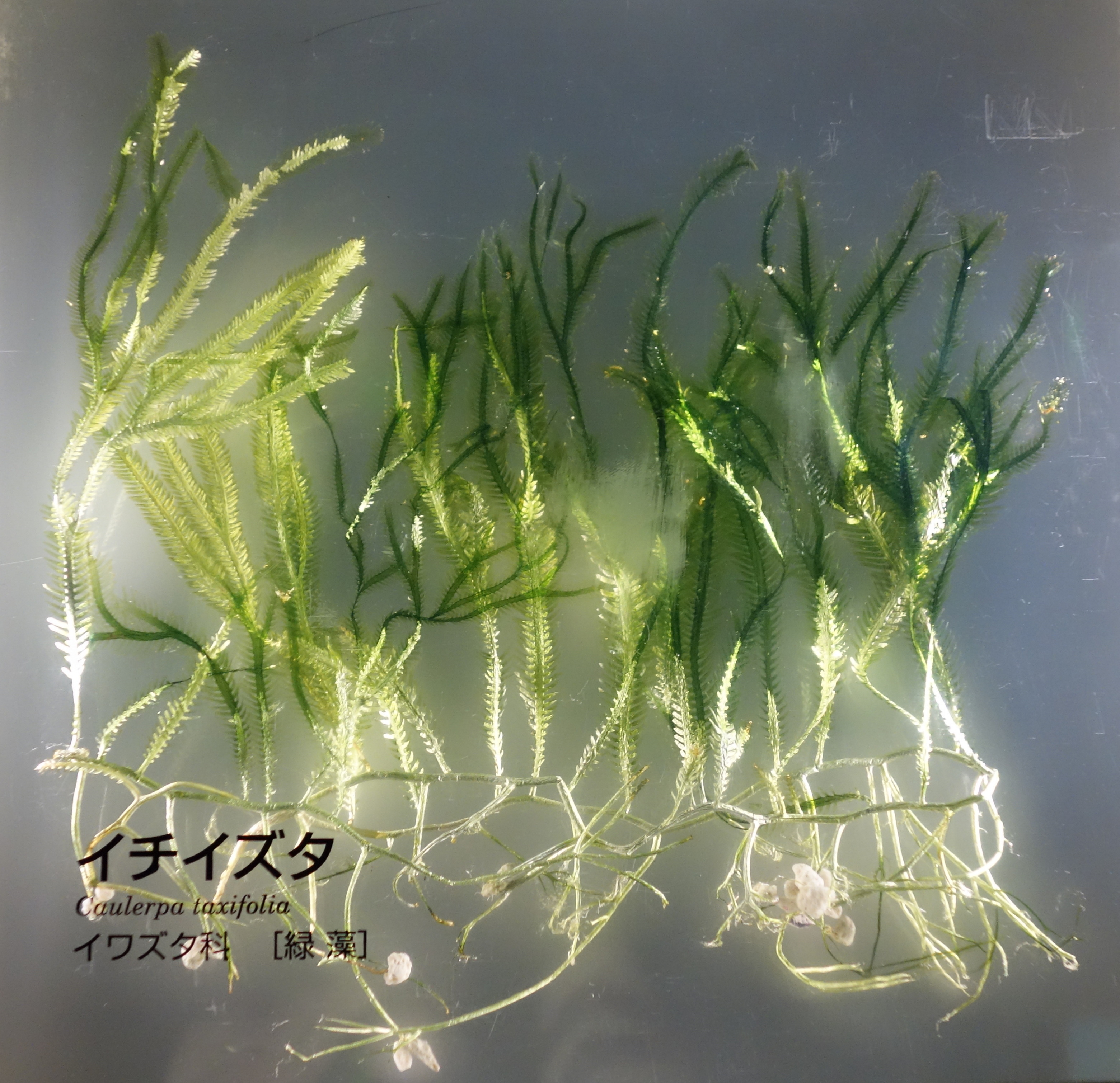
C. taxifolia em exposição no Museu Nacional da Natureza e Ciência em Tóquio, Japão

A C. taxifolia é verde clara com estolões (caules) fincados fundo do mar, dos quais frondes eretos esparsamente ramificados de aproximadamente 20 a 60 centímetros de altura surgem. As algas do gênero Caulerpa sintetizam uma mistura de toxinas denominada caulerpicina, que se acredita conferir sabor apimentado às plantas. Os efeitos da toxina específica sintetizada por C. taxifolia, caulerpenino, foram estudados, com extratos de C. taxifolia que afetam negativamente a glicoproteína-P ATPase na esponja-do-mar Geodia cydonium. Como todos os membros do gênero Caulerpa, C. taxifolia consiste numa única célula com muitos núcleos. A alga foi identificada como o maior organismo unicelular conhecido. C. taxifolia do tipo selvagem é monoica.

## Uso em aquários
As espécies de Caulerpa são comumente usadas em aquários por suas qualidades estéticas e capacidade de controlar o crescimento de espécies indesejadas. C. taxifolia tem sido cultivada para uso em aquários na Europa Ocidental desde o início da década de 1970. Um clone da alga que era resistente ao frio foi observado no aquário tropical do Zoológico Wilhelmina em Estugarda e posteriormente criado por exposição a produtos químicos e luz ultravioleta. O zoológico distribuiu a cepa para outros aquários, incluindo o Museu Oceanográfico de Mônaco.
A linhagem do aquário é morfologicamente idêntica às populações nativas da espécie. No entanto, um estudo de 2008 descobriu que uma população da linhagem do aquário perto de Caloundra, na Austrália, exibiu reprodução sexual marcadamente reduzida, com apenas plantas masculinas presentes durante alguns episódios reprodutivos. A cepa do aquário pode sobreviver fora da água por até 10 dias em condições úmidas, com fragmentos de 1 centímetro capazes de produzir plantas viáveis.

## Status como espécie invasora
Fora de sua área nativa, C. taxifolia é listada como uma espécie invasora. É uma das duas algas na lista das 100 piores espécies invasoras do mundo compiladas pelo Grupo de Especialistas em Espécies Invasivas da União Internacional para a Conservação da Natureza (UICN). A espécie é capaz de prosperar em águas altamente poluídas.

### Presença no Mar Mediterrâneo
A presença de C. taxifolia no Mar Mediterrâneo foi relatada pela primeira vez em 1984 numa área adjacente ao Museu Oceanográfico de Mônaco. Alexandre Meinesz, um biólogo marinho, tentou alertar as autoridades marroquinas e francesas sobre a disseminação da cepa em 1989, mas os governos não responderam às suas preocupações. Acredita-se que a ocorrência da cepa seja devido a uma liberação acidental pelo museu, mas Monaco rejeitou a atribuição e, em vez disso, afirmou que a alga observada era uma cepa mutante de Caulerpa mexicana. Em 1999, os cientistas concordaram que não era mais possível eliminar a presença de C. taxifolia no Mediterrâneo.
Um estudo publicado em 2002 descobriu que os leitos de Posidonia oceanica na baía de Menton não foram afetados negativamente oito anos após a colonização por C. taxifolia. Outros estudos publicados mostraram que a diversidade e biomassa de peixes são iguais ou maiores em prados de Caulerpa do que em leitos de ervas marinhas e que Caulerpa não teve efeito na composição ou riqueza de espécies de peixes. Estudos em 1998 e 2001 descobriram que a cepa observada no Mediterrâneo era geneticamente idêntica às cepas de aquário, com semelhanças com uma população adicional na Austrália.

### Presença na Austrália
Um estudo de 2007 descobriu que uma espécie nativa de molusco bivalve foi afetada negativamente pela presença de C. taxifolia, mas que o efeito não foi necessariamente diferente daquele de espécies nativas de ervas marinhas. Um estudo de 2010 indicou que detritos de C. taxifolia impactam negativamente a abundância e a riqueza de espécies.

### Presença na Califórnia
A C. taxifolia também foi encontrada em águas próximas a São Diego, Califórnia, em 2000, onde alvejante de cloro foi usado nos esforços para erradicar a cepa. A cepa foi declarada erradicada da Lagoa Agua Hedionda em 2006. A Califórnia aprovou uma lei em 2001 proibindo a posse, venda, transporte ou liberação de C. taxifolia dentro do estado. O clone mediterrâneo de C. taxifolia foi listado como erva daninha nociva em 1999 pelo Serviço de Inspeção Sanitária Animal e Vegetal, proibindo a venda interestadual e o transporte da cepa sem licença sob a Lei de Ervas daninhas e a Lei de Proteção de Plantas.

### Outros efeitos negativos
C. taxifolia pode ficar emaranhada em artefatos de pesca e hélices de barcos.

### Métodos de controle
A C. taxifolia pode ser controlada por remoção mecânica, envenenamento com cloro ou aplicação de sal. Pesquisadores da Universidade de Nice investigaram o possível uso de uma espécie de lesma marinha, E. subornata, como possível método de controle natural, mas descobriram que não era adequado para uso no Mediterrâneo devido às temperaturas frias da água no inverno e densidade populacional insuficiente.

## Galeria

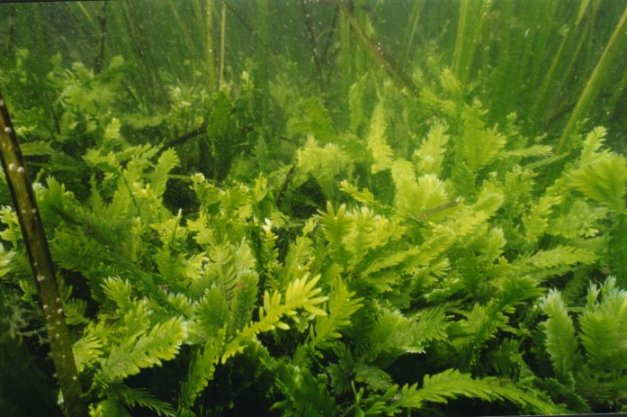
Campo de C. taxifolia entre ervas marinhas
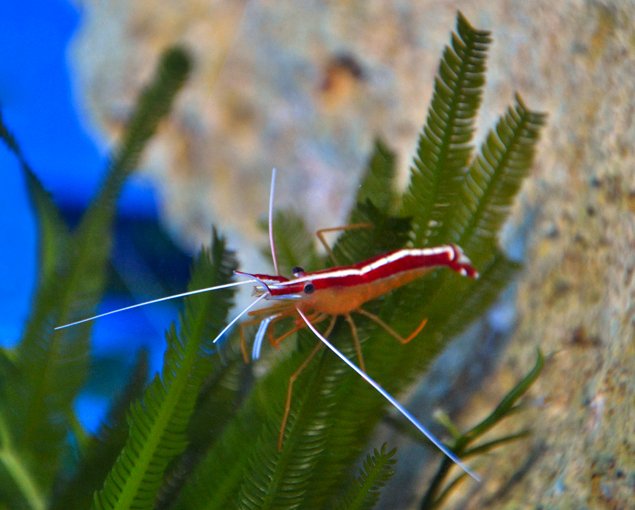
O camarão Lysmata amboinensis em cima dum espécime de C. taxifolia dentro dum aquário marinho